# Ichthyodectes
Ichthyodectes — род вымерших лучепёрых рыб из семейства Ichthyodectidae отряда ихтиодектообразных (Ichthyodectiformes), живших в конце мелового периода. Их окаменелости известны из США, Канады и Ливана.
Ichthyodectes были быстрыми хищными рыбами, которые питались другими костными рыбами. У них было обтекаемое тело с глубоко расщепленным хвостом и небольшими парными плавниками. Ichthyodectes ctenodon («кусающая рыба с гребневидными зубами») достигал в длину более 3 м.

## Классификация
По данным сайта Paleobiology Database, на апрель 2022 года в род включают 15 вымерших видов:
- Ichthyodectes acanthicus
- Ichthyodectes anaides
- Ichthyodectes arcuatus
- Ichthyodectes cruentus
- Ichthyodectes ctenodon
- Ichthyodectes elegans
- Ichthyodectes goodeanus
- Ichthyodectes hamatus
- Ichthyodectes libanicus
- Ichthyodectes minor
- Ichthyodectes multidentatus
- Ichthyodectes parvus
- Ichthyodectes perniciosus
- Ichthyodectes prognathus
- Ichthyodectes tenuidens